# Erlebnistag Deutsche Weinstraße

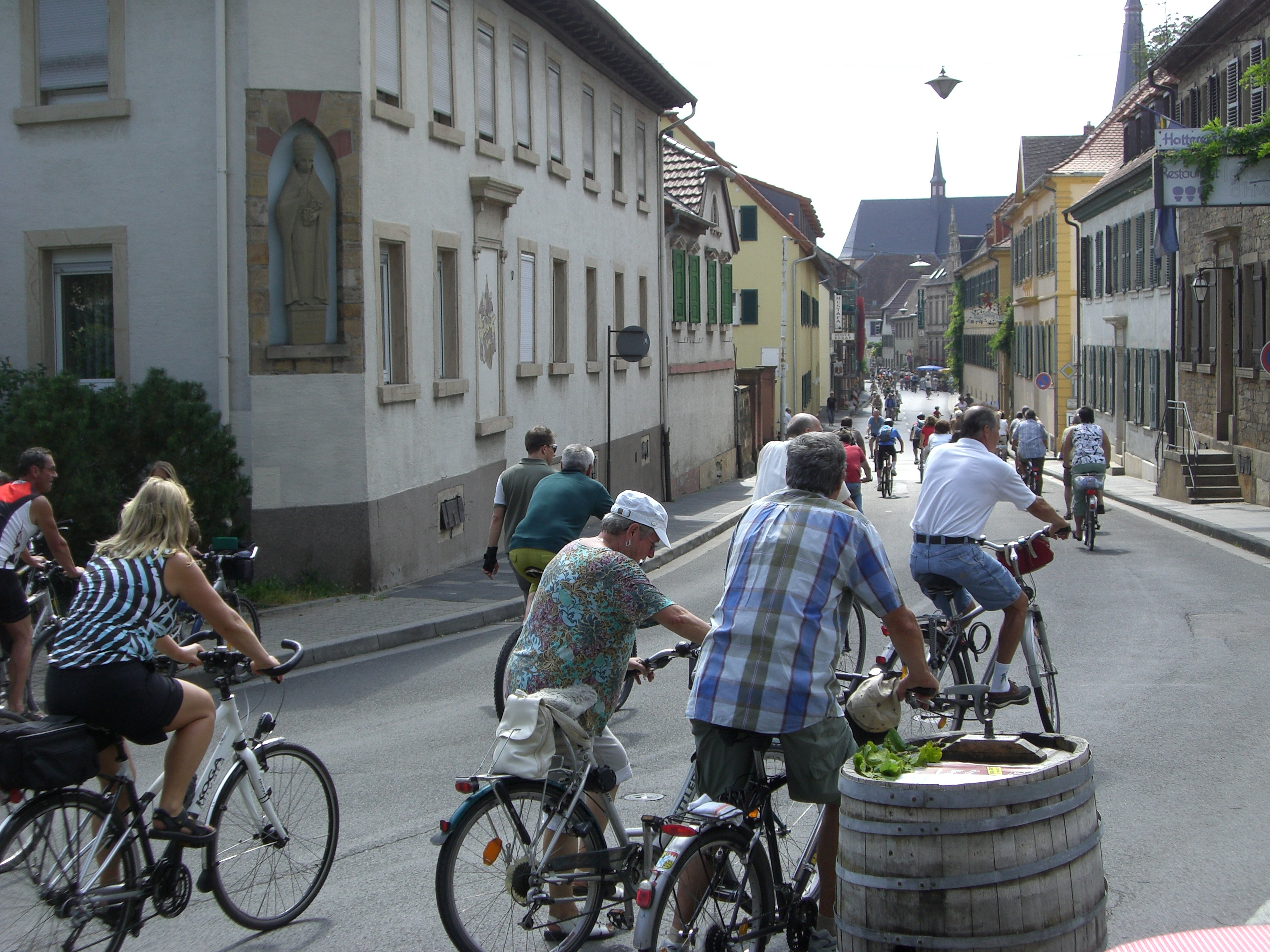
Weinstraßenerlebnistag in Deidesheim

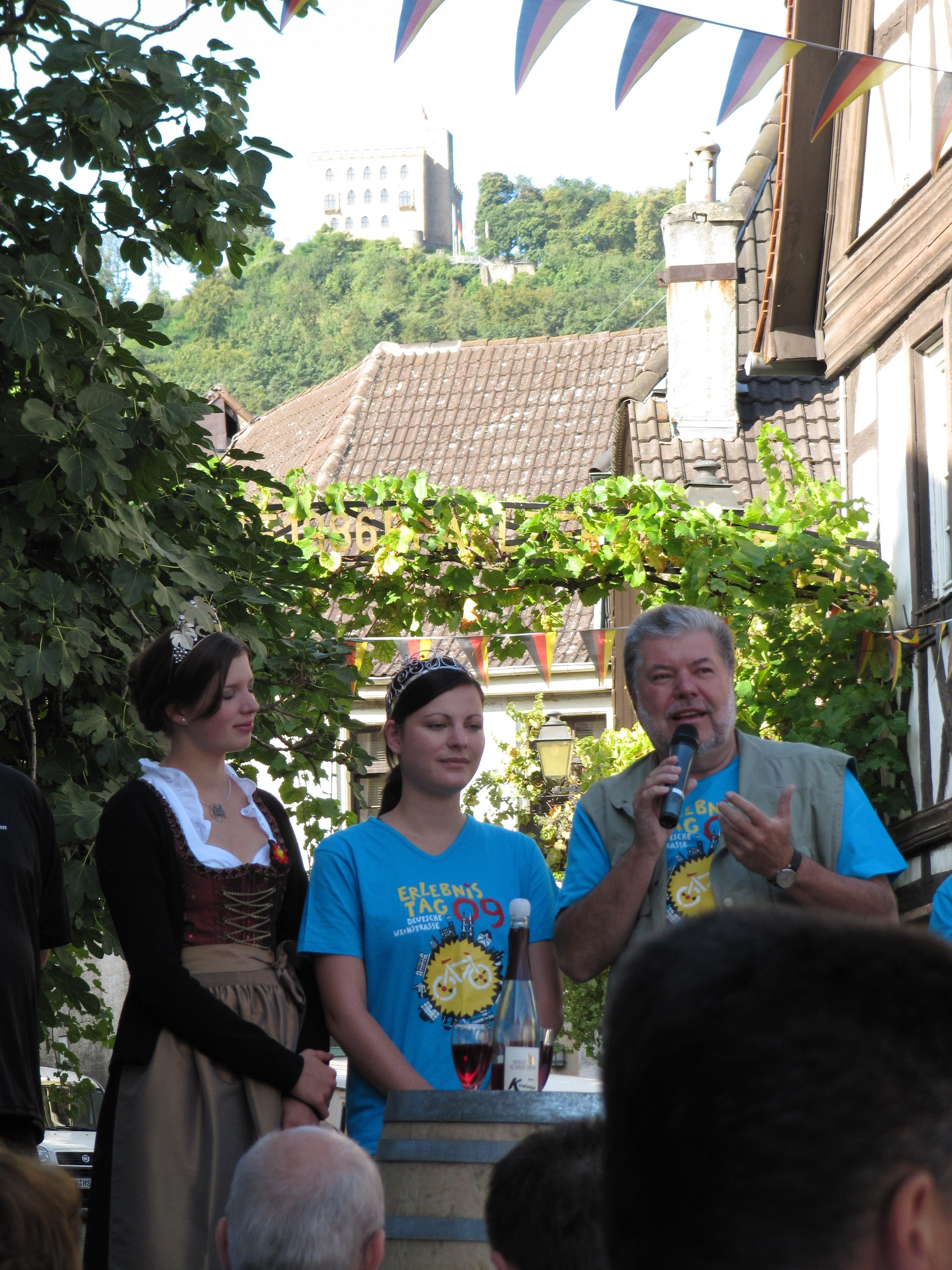
Eröffnung Erlebnistag 2009 in Hambach an der Weinstraße

Der Erlebnistag Deutsche Weinstraße war eine Veranstaltung, die zwischen 1985 – mit Ausnahme von 1986 – und 2019 jährlich am letzten Sonntag des Monats August entlang der Deutschen Weinstraße stattgefunden hat. Diese wurde dabei stets von 10 bis 18 Uhr für den Autoverkehr gesperrt und ein kulturelles Programm angeboten. Meistens kamen bislang jährlich zwischen 300.000 und 400.000 Besucher.
Die Idee zum Erlebnistag wurde 1985, anlässlich des 50-jährigen Jubiläums der Deutschen Weinstraße, geboren. Dieter Hörner, Gründervater und Vorsitzender des "Kuratorium zur Gestaltung der Deutschen Weinstraße", suchte nach etwas Besonderem, etwas, mit dem sich dieses Jubiläum angemessen feiern lässt.
In Zusammenarbeit mit dem Radiosender SWF1 wurde am 25. August 1985 die Deutsche Weinstraße auf gesamter Länge, also von Schweigen bis Bockenheim, für den Autoverkehr gesperrt und ein Begleitprogramm ausgestrahlt. Die Idee war, zeitgleich in allen beteiligten Weindörfern den Ausschank bestimmter Weinsorten zu koordinieren, damit alle Teilnehmer wussten, was sie gerade im Schoppenglas hatten. Die Teilnahme kostete DM 5,- und dafür durfte man entlang der gesperrten Strecke soviel Wein verkosten wie man mochte.
Der Startschuss für den ersten Erlebnistag fiel um 10 Uhr und war zugleich auch der Start für Volksläufe im südlichen bzw. mittelhaardter Bereich.
Das Ereignis sollte einmalig bleiben und keine jährliche Wiederholung erfahren, daher fand der Erlebnistag im Jahr 1986 nicht statt. Aufgrund des großen Erfolges, entschieden die Veranstalter jedoch ab 1987 dieses Spektakel jährlich zu zelebrieren.
In den Jahren 1987–1992 wurde dieses Fest immer beliebter und bekannter. Ab dem Jahr 1993 beteiligte sich dann an der feierlichen Eröffnungszeremonie nicht nur wie bisher die jährlich gewählte Weinkönigin, sondern auch der aktuell amtierende Ministerpräsident von Rheinland-Pfalz (in manchen Jahren vertreten durch den jeweils amtierenden Wirtschaftsminister).
Coronabedingt fiel die Veranstaltung in den Jahren 2020 und 2021 aus und auch 2022 sollte sie nicht stattfinden. Im Jahr 2022 wurde als Hauptgrund allerdings das neue Polizei- und Ordnungsbehördengesetz genannt, das ein angepasstes Veranstaltungskonzept erforderte sowie ein umfangreiches Sicherheitskonzept für die Region verlangte.
Im Juli 2022 wurde beschlossen, dass der »Erlebnistag Deutsche Weinstraße« zukünftig nicht mehr stattfinden wird.
Der »Erlebnistag Deutsche Weinstraße« war das längste Weinfest der Pfalz sowie der älteste Raderlebnistag der Pfalz.

## Liste aller bisherigen Erlebnistage
| Nr. | Jahr | Thema                                               | Datum      | Name MP und Weinkönigin          | Eröffnungsort         |
| --- | ---- | --------------------------------------------------- | ---------- | -------------------------------- | --------------------- |
| 1   | 1985 | 50 Jahre Deutsche Weinstraße                        | 25.08.1985 | Heidrun Wolf                     | Neustadt              |
|     | 1986 | Kein Erlebnistag                                    |            |                                  |                       |
| 2   | 1987 | Die Deutsche Weinstraße - einig Band der Rheinpfalz | 30.08.1987 | Ulrike Peter                     | Neustadt              |
| 3   | 1988 | Das größte Straßenfest der Welt                     | 28.08.1988 | Annette Borell                   | Neustadt              |
| 4   | 1989 | Singende, klingende Deutsche Weinstraße             | 27.08.1989 | Anne Brauner                     | Neustadt              |
| 5   | 1990 | Die Post geht ab!                                   | 26.08.1990 | Birgit Schehl                    | Neustadt              |
| 6   | 1991 | Das große Fest für die ganze Familie                | 25.08.1991 | Diane Blaul                      | Neustadt              |
| 7   | 1992 | Spaß mit Wein und Sport                             | 30.08.1992 | Birgit Weisbrod                  | Neustadt              |
| 8   | 1993 | Kunst, Genuss und Pfälzer Wein                      | 29.08.1993 | Scharping, Christine Schneider   | Neustadt              |
| 9   | 1994 | Die Pfalz tischt auf                                | 28.08.1994 | Scharping, Claudia Heupel        | Neustadt              |
| 10  | 1995 | Spaß ohne Grenzen in der Pfalz                      | 27.08.1995 | Beck, Silke Gerner               | Neustadt              |
| 11  | 1996 | Die Pfalz hebt ab                                   | 25.08.1996 | Beck, Monika Mertz               | Bad Dürkheim          |
| 12  | 1997 | Swingende, klingende Weinstraße                     | 31.08.1997 | Beck, Sonja Freund               | Edenkoben             |
| 13  | 1998 | Alles dreht sich um die Pfalz                       | 30.08.1998 | Beck, Jasmin Müller              | Grünstadt             |
| 14  | 1999 | Die Pfalz hält fit                                  | 29.08.1999 | Beck, Eva Wendel                 | Bad Bergzabern        |
| 15  | 2000 | Sonnige Pfalz                                       | 27.08.2000 | Beck, Anne Kirchner              | Maikammer             |
| 16  | 2001 | Wenn der Wald die Reben küsst                       | 26.08.2001 | Beck, Anke Schmitt               | Neustadt              |
| 17  | 2002 | Kunst-Erlebnis Pfalz                                | 25.08.2002 | Beck, Tanja Schmidt              | Deidesheim            |
| 18  | 2003 | Die Ritter der Pfalz                                | 31.08.2003 | Beck, Barbara Klein              | Edenkoben             |
| 19  | 2004 | Die Römer der Pfalz                                 | 29.08.2004 | Beck, Tina Kiefer                | Bad Dürkheim          |
| 20  | 2005 | Die Pfalz im Fußballfieber                          | 28.08.2005 | Beck, Sylvia Benzinger           | NW-Diedesfeld         |
| 21  | 2006 | Kulinarische Pfalz                                  | 27.08.2006 | Beck, Katja Schweder             | Hainfeld              |
| 22  | 2007 | Radlerparadies Pfalz                                | 26.08.2007 | Beck, Susanne Winterling         | Bockenheim            |
| 23  | 2008 | Goldige Pfalz                                       | 31.08.2008 | Beck, Julia Becker               | Schweigen-Rechtenbach |
| 24  | 2009 | Perlen der Pfalz                                    | 30.08.2009 | Beck, Patricia Frank             | NW-Hambach            |
| 25  | 2010 | Blühende Pfalz                                      | 29.08.2010 | Beck, Gabi Klein                 | Edenkoben             |
| 26  | 2011 | Die Pfalz tut gut                                   | 28.08.2011 | Lemke (WM), Karen Stork          | Deidesheim            |
| 27  | 2012 | Rebsorten der Pfalz                                 | 26.08.2012 | Beck, Anna Hochdörffer           | Oberotterbach         |
| 28  | 2013 | Königliche Pfalz                                    | 25.08.2013 | Lemke (WM), Andrea Römmich       | Grünstadt             |
| 29  | 2014 | Kunstvolle Pfalz                                    | 31.08.2014 | Dreyer, Janina Huhn              | Maikammer             |
| 30  | 2015 | Die Pfalz lässt die Korken knallen                  | 30.08.2015 | Dreyer, Laura Julier             | Wachenheim            |
| 31  | 2016 | Himmlische Pfalz                                    | 28.08.2016 | Dreyer, Julia Kren               | Klingenmünster        |
| 32  | 2017 | Wilde Pfalz                                         | 27.08.2017 | Wissing (WM), Anastasia Kronauer | Bad Dürkheim          |
| 33  | 2018 | König Riesling                                      | 26.08.2018 | Wissing (WM), Inga Storck        | Frankweiler           |
| 34  | 2019 | Freunde der Pfalz                                   | 25.08.2019 | Wissing (WM), Meike Klohr        | Edenkoben             |
|     | 2020 | Kein Erlebnistag wegen Corona                       |            |                                  |                       |
|     | 2021 | Kein Erlebnistag wegen Corona                       |            |                                  |                       |
|     | 2022 | Kein Erlebnistag wegen behördl. Auflagen            |            |                                  |                       |